# 涟源市人民政府
27°41′54″N 111°40′15″E / 27.698249°N 111.670922°E
涟源市人民政府（简称涟源市政府）是中华人民共和国湖南省娄底市涟源市的行政管理机关。现任市长是邓伟谋，2021年7月上任。

## 沿革
1987年涟源撤县设市。

### 反腐败工作
2025年1月22日，刘杰涉嫌严重违纪违法，接受湖南省纪委监委监委纪律审查和监察调查。

## 历任领导
| 姓名   | 就任日期   | 卸任日期   | 备注  |
| ------ | ---------- | ---------- | ----- |
| 余明庭 | 2002年4月  | 2004年10月 |       |
| 曾益民 | 2007年10月 | 2011年11月 |       |
| 谢学龙 | 2011年12月 | 2015年5月  | [ 2 ] |
| 宋建明 | 2015年5月  | 2017年6月  | [ 3 ] |
| 刘杰   | 2017年6月  | 2021年6月  | [ 4 ] |
| 邓伟谋 | 2021年7月  |            | [ 5 ] |